# Метод тригонометрических сумм
Метод тригонометрических сумм (метод Виноградова) — аналитический подход к решению сложных задач аддитивной теории чисел, таких, как проблема Варинга и её обобщения, проблема Гильберта — Камке, тернарная проблема Гольдбаха (для достаточно больших чисел). Разработан в 1930-х годы Иваном Виноградовым; среди основных инструментов метода — интеграл Виноградова и теорема Виноградова, позволяющая оценить его средние значения.
Наряду с возникшим немного ранее круговым методом Харди — Литтлвуда позволяет не только доказать существование разложения того или иного числа на слагаемые, но и получить асимптотическую формулу количества таких разложений. Развивая метод, Виноградов получил также оценки для некоторых тригонометрических сумм по простым числам. В частности, это позволило проанализировать распределение дробных значений вещественных многочленов в простых числах.